# Kacabać
Kacabać (em cirílico: Кацабаћ) é uma vila da Sérvia localizada no município de Bojnik, pertencente ao distrito de Jablanica, na região de Pusta Reka. A sua população era de 551 habitantes segundo o censo de 2002.

## Demografia
| 1948  | 1953  | 1961  | 1971  | 1981 | 1991 | 2002 | 2011 |
| ----- | ----- | ----- | ----- | ---- | ---- | ---- | ---- |
| 1 221 | 1 290 | 1 160 | 1 010 | 876  | 739  | 668  | 551  |